# عمارية مغربية
العمارية هي الهودج المنمقة بالذهب أو بالفضة ونجدها باشكال مختلفة، وهي تقليد عريق حيث يعتبر صعود العروس إلى العمارية، أهم طقوس العرس المغربي، حيث تصعد العروس بعد أن تلبس اللباس التقليدي المغربي في التصديرة على العمارية ويحملها أربع شباب يرتدون اللباس التقليدي على الكتف ويرقصون بها على الانغام المغربية بالمدح والزغاريد، ويطوفون بها انحاء المكان. والعمارية من بين التقاليد التي يحافظ عليها القصر الملكي أيضا إذ ظهر الملك محمد السادس في زفافه يجول محمولاً على الأكتاف في العمارية.

## التاريخ
يعتبر العديد من الباحثين العمّارية تقليدا أمازيغيا مغربيا يعود إلى ما قبل دخول الإسلام للمغرب، حيث كانت العمّارية، قديماً عبارة عن هودج من خشب يُغطى بأثواب نسائية مأخوذة من عند نسوة من أقارب وصديقات العروس، يوضع فوق بردعة بغل، ولم تكن عادة تقتصر على مناطق الحضرية تمارس في المدن فقط، بل كان يقوم بها أثرياء البوادي أيضا من باب تشريفهم بناتهم بها، مع الأخذ بعين الأعتبار وجود إختلافات في أشكال العمّارية. من ذلك منطقة غرب المغرب، حيث الناس يضعون العمارية فوق ظهر الفرس التي تحمل العروس، لاعتقادهم أن ذلك يرزق الزوجة مستقبلا بمولوداً ذكر في حملها الأول.
ولقد ذكر الحسن الوزان واصفا اعراس مدينة فاس في كتابه وصف أفريقيا : 
وقد ذكرت العمارية في القرن 15، اذ كان الكثير من علية القوم يستمتعون لسماع الموسيقى كقاضي مدينة فاس ومفتيها كان يهتز لسماع الألحان، حيث اجتازت عليه يومًا عمارية معها طرب من الزمارة المسماة بالغياطية وطبل وبوقات فأصغى إليها، وقال: «ما تأتي هذه العمارية لهم حتى أنفقوا مالًا ونحن سمعناه مجانًا».

## الحاضر
حافظ العرس المغربي على التقاليد المتوارثة عن الأجداد، ولم يشهد تغييرات كبيرة رغم عناصر التجديد التي شملت اللباس والحلي، حيث ان الحرفيين ابدعو في الحفاظ على استمرارية تلك التقاليد ولازالت في يومنا هذا تدخل العروس على ضيوفها وهي محمولة تارة على العمارية وتارة أخرى على الميدة أو الطيفور (وهي على عكس العمارية غير مسقوفة)، وقد يحمل العريس أيضا على الميدة إذا رغب وخلال ذلك يرقص الرجال الذين يحملونهما على إيقاعات الأغاني الشعبية، بينما يحيي العروسان الضيوف وترمي العروس عليهم الورد ترحيبا بهم.